# Ставри Попов
Ставри Попиванов Поплилов или Ставри Иванов Попов е български общественик, политик,  търговец и краевед, кмет на Чипровци.

## Биография
Роден е през 1861 година в Чипровци в заможно семейство на свещеник. Учи при Васил Самоковлията, а след това следва педагогически курсове във Враца и Лом и придобива правото да бъде „народен учител“. От 1882 до 1885 година учителства в Чипровци.
Занимава се с търговия на килими, има магазин в Чипровци и в София, на площад „Света Неделя“, а според някои данни - и с производство на килими.
През 1899 година е избран за кмет на Чипровци, а през 1909 г. за член на Управителния съвет на местното читалище. Избиран е и за общински съветник и църковен настоятел.
По време на Междусъюзническата война участва в комитет по организирането на успешна самозащита срещу сръбски части, предимно мародери. След войната описва дейността на Комитета. Продължава да се занимава с търговия и производство на чипровски килими, както и с изследване на Чипровския край.

## Семейство
През 1883 година се жени за Петкана Куринска. Осиновяват две деца - Павел (1881-1976) и Йордана (1885-1964).

## Съчинения
- Самозащитата на селото Чипоровци срещу сръбско-румънското нашествие през 1913 година, Из дневните бележки на Ставри Попов, Берковица, 73 с.
- Чипровските килими. С. Чипровци <Фердинандска околия>, София, 1930, 47 с. (книгата съдържа и Хр. К. Пунев, Климарската промишленост у нас и в съседните държави)
- Чипровското голямо въстание през 1688 г. По случай 250-год. юбилей. Фердинанд, 1938, 48 с.

Ставри Попов оставя и документални записки, посветени на революционните борби през 1876 г. в Чипровско.